# Octobre 1933
Cette page présente les faits marquants du mois d'octobre 1933.

## Événements
- L'opposition royaliste est vaincue en Thaïlande.
- Une manifestation arabe en Palestine mandataire, dirigée contre la présence britannique, fait une trentaine de morts.

- 1er octobre : en Tchécoslovaquie, Konrad Henlein fonde le Front patriotique des Allemands des Sudètes et demande l’autonomie de la région.

- 2 octobre (Espagne) : le cabinet Lerroux (chef du parti radical) se présente devant les Cortès qui vote une motion de défiance présentée par les socialistes, par 189 voix contre 91. Il est remplacé par le cabinet Barrios, mené par l'ancien ministre de l'Intérieur du cabinet Lerroux.

- 3 octobre : attentat manqué au Parlement autrichien contre le chancelier Dollfuss par Rodolphe Dertil, membre du parti national-socialiste.
- 7 octobre : Inauguration de la compagnie aérienne Air France à l'aéroport du Bourget par le ministre de l'air Pierre COT.

- 9 octobre : dissolution des Cortès en Espagne signé par le président de la République.

- 10 octobre : création à Genève d’un haut-commissariat aux réfugiés allemands.

- 14 octobre : l’Allemagne se retire de la conférence de Genève sur le désarmement.

- 19 octobre : l'Allemagne se retire de la Société des Nations.

- 24 octobre, France : refus des socialistes de voter une nouvelle réduction du traitement des fonctionnaires. Chute du président du Conseil Édouard Daladier.

- 26 octobre, France : Albert Sarraut président du Conseil. Gouvernement Albert Sarraut (1) dominé par les radicaux.

- 29 octobre : création à Madrid de la Phalange espagnole par José Antonio Primo de Rivera, fils du dictateur.

## Naissances
- 1er octobre : Fernando Soto Aparicio, poète, conteur, dramaturge, romancier, librettiste et scénariste colombien († 2 mai 2016).
- 2 octobre :
  - Bernard Mantienne, homme politique français († 3 novembre 2016).
  - Giuliano Sarti, footballeur italien († 5 juin 2017).
- 4 octobre : Dado (Miodrag Đurić), peintre, dessinateur, graveur et sculpteur yougoslave († 27 novembre 2010).
- 5 octobre : Mel Arrighi, acteur et écrivain américain († 16 septembre 1986).
- 6 octobre :
  - William Bowen, économiste et écrivain américain († 20 octobre 2016).
  - Joseph de Graft Johnson, ingénieur, universitaire et homme politique ghanéen († 22 avril 1999).
- 7 octobre : Gilbert Chapron, boxeur français († 5 septembre 2016).
- 9 octobre : Carol Downer, avocate, écrivaine et militante féministe américaine († 13 janvier 2025).
- 17 octobre : William Anders, astronaute américain († 7 juin 2024).
- 19 octobre : Geraldo Majella Agnelo, cardinal brésilien, archevêque de San Salvador de Bahia († 26 août 2023).
- 21 octobre : Francisco Gento, footballeur espagnol († 18 janvier 2022).
- 22 octobre : François Meyer, Brigade général français († 10 juin 2022).
- 26 octobre : Boris Grigolachvili, chef militaire géorgien († 29 octobre 1993).
- 30 octobre : Gaston Rebry, peintre et coureur cycliste belge († 5 janvier 2007).
- 31 octobre : Sante Ranucci, coureur cycliste italien († 20 mai 2023).

## Décès
- 10 octobre : James David Stewart, premier ministre de l'Île-du-Prince-Édouard.
- 17 octobre : Emily Murphy, écrivaine et première femme juge municipale de l'empire britannique.
- 25 octobre : William John Bowser, premier ministre de la Colombie-Britannique.
- 26 octobre : José Malhoa, peintre portugais (° 28 avril 1855).